# Deadmond-Gletscher
Der Deadmond-Gletscher ist ein 10 km langer Gletscher auf der Thurston-Insel vor der Küste des westantarktischen Ellsworthlands. Er fließt von der Ostseite der Evans-Halbinsel in das Cadwalader Inlet.
Entdeckt wurde er bei der Forschungsfahrt der United States Navy in die Bellingshausen-See im Februar 1960. Das Advisory Committee on Antarctic Names benannte ihn 1960 nach Lieutenant Commander Robert B. Deadmond, leitender Offizier an Bord der USCGC Burton Island bei dieser Expedition.